# Гексабромоплатинат(IV) аммония
Гексабромоплатинат(IV) аммония — неорганическое соединение, 
комплексный бромид аммония и платины
с формулой (NH4)2[PtBr6],
красно-коричневые кристаллы,
плохо растворяется в воде.

## Физические свойства
Гексабромоплатинат(IV) аммония образует красно-коричневые кристаллы.
Плохо растворяется в воде.